# Fiet Koster

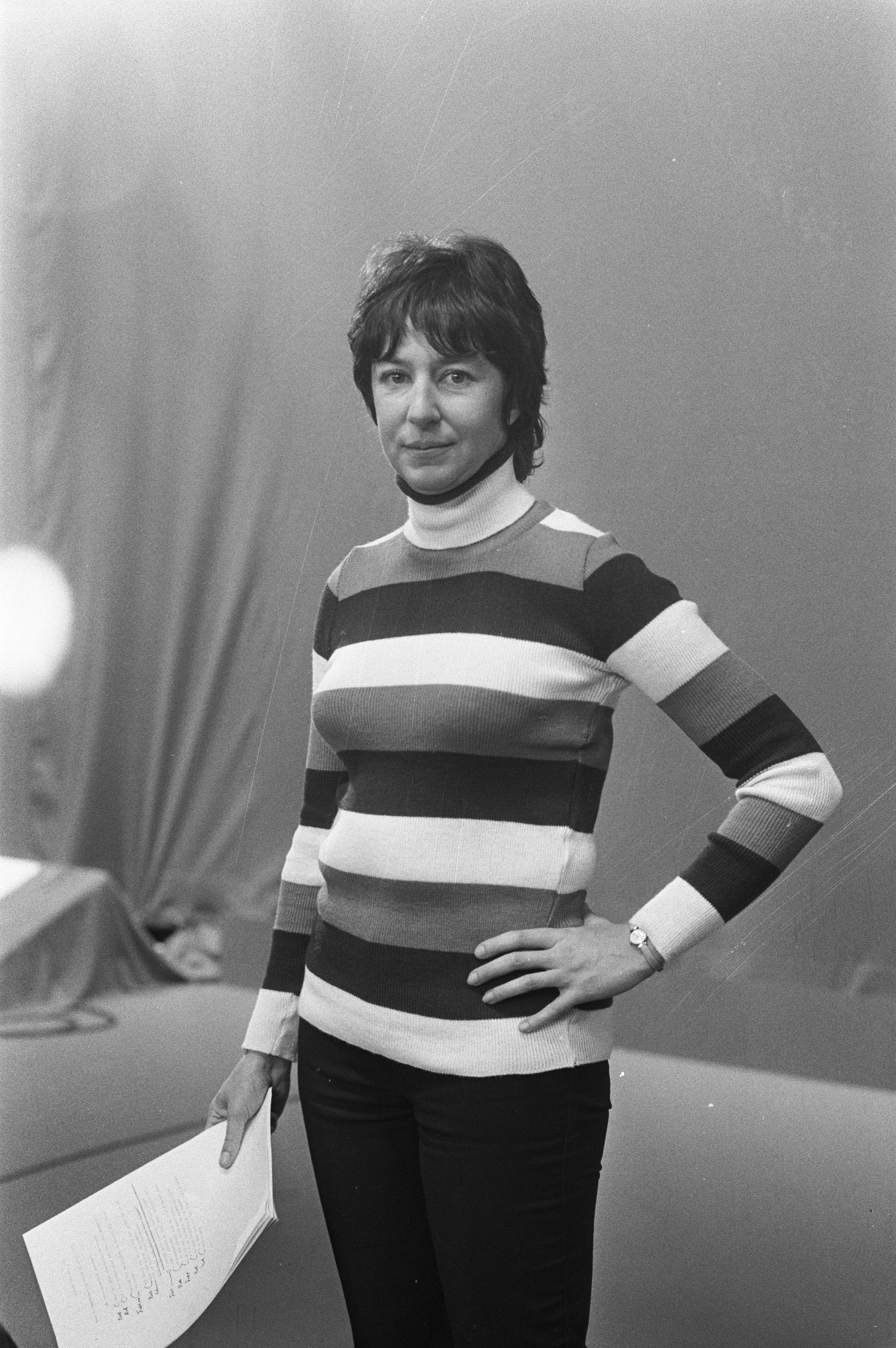
Fiet Koster bij Het oproer kraait 1971

Fiet Koster, pseudoniem voor Sophie Dorothea Elisabeth Notterman, (Amsterdam, 1 december 1934) is een Nederlands zangeres en cabaretier in ruste.
Ze is dochter van Antoinette Adrienne Marie Hubert Malingré en Albert Wilhelm Notterman. In 1957 trouwde ze met Frans Koster.
Fiet was van huis uit kleuteronderwijzeres, die als hobby meezong in een plaatselijk operettegezelschap. Ze had enige lessen aan het Conservatorium van Amsterdam op zak. Daarbij werd ze ‘ontdekt’ door haar (aanstaande) man, dan nog gymnastiekleraar. Samen vormen ze in 1957 al een amateurgezelschap (90-10) dat mag optreden in Hypokriterion. In april 1959 deed ze onder haar artiestennaam mee aan een cabaretconcours Internationaal Cultureel Centrum (ICC) in het De La Mar Theater en Vondelparkpaviljoen in Amsterdam, ze was finaliste in een deelnemersveld met Rudi Carrell, Sant Heijermans, Letty Kosterman, Marijke Morley (derde plaats), Ben Rowold, (na Carrell publiekslieveling) Ingrid Valerius en Nelly Wiegel. Ze werd tweede achter Carrell, alhoewel daar later discussie over ontstond. Desalniettemin ging ze verder in het cabaret en werkte met Rudi Carrell, Wim Sonneveld (samen met pianist Han Reiziger) en Jaap van der Merwe in een van de eerste versies van Lurelei. Zo stond ze op de planken met Eric Herfst en Jasperina de Jong en trad ze op in de Brakke Grond. Samen met haar man bestierde ze het café-chantant Adam en Eva, de naam werd later een titel van hun programma.
Ze was regelmatig te horen op de AVROradio en trad in het hele land op. In die jaren was ze ook zangeres in musicals (Tulip Time). Rond 1965 onder invloed van Dick van Bommel  kwam het idee voor een eigen televisieprogramma onder leiding van regisseur Dick van 't Sant: Zeg maar Fiet, zegt Frans. Gedurende de jaren kwamen er nieuwe shows, waarbij ze altijd samen werkten, zoals in 1970 Dag oom, dag tante, dat slecht ontvangen werd door te zware teksten van Frans en uiteindelijk vanwege afgelaste voorstellingen een financiële strop werd. Frans wilde echter niet zonder Fiet en Fiet niet zonder Frans. In de periode was het echtpaar ook te horen in de hoorspelserie Biels en Co (ook AVRO). In 1974 kwam hun laatste programma Suzanne (naar de single van Herman van Veen), op de planken onder regie van Ko van Dijk jr., Frans stelde zich geheel ten dienste van Fiet, het kon niet verhinderen dat ook dit programma door de pers neergesabeld werd.
Fiet en Frans Koster trokken zich daarna terug uit de cabaretwereld. Een programma van Ted de Braak, Johnny Kraaykamp jr. en Fiet Koster in 1976 overleefde de try-outs niet. Daarna verdween het echtpaar uit het nieuws.
Van Fiet Koster verschenen in de jaren zestig een aantal ep’s.
- MusicBrainz: e0e3da80-e946-4937-9f10-8e07ea579be7